# Henry Fielding Dickens
Sir Henry Fielding Dickens (Londra, 16 gennaio 1849 – Londra, 21 dicembre 1933) è stato un avvocato e magistrato britannico, figlio del famoso scrittore Charles Dickens e di sua moglie Catherine.

## Primi anni
Henry Fielding Dickens nacque a Londra il 16 gennaio 1849 e fu battezzato presso la St. Marylebone il 21 aprile dello stesso anno. Suo padre, il celeberrimo romanziere Charles Dickens, chiamò il suo ottavo figlio in onore di uno dei suoi scrittori preferiti: Henry Fielding, l'autore del romanzo Tom Jones. Trascorse la maggior parte della sua infanzia presso il Gads Hill Place, la residenza rurale del padre, dedicandosi, insieme al fratello Edward alla scrittura di alcuni brevi articoli per ragazzi pubblicati nel settimanale fondato dal padre All the Year Round. Henry Fielding frequentò la scuola secondaria di primo grado a Wimbledon, mentre da ragazzo fu istruito in un collegio francese presso Boulogne-sur-Mer insieme ai suoi due fratelli Alfred e Sydney, tuttavia fu l'unico figlio di Charles Dickens che si iscrisse e completò l'università.

## Carriera
Nel 1868, Henry si iscrisse all''Università di Cambridge, presso la Trinity Hall, frequentando la facoltà di matematica, mentre, dopo aver completato il primo ciclo di studi, nel 1872 si laureò anche in giurisprudenza. 
Nel 1873, ormai avvocato e magistrato di professione, fu nominato barrister, mentre nel 1892, fu nominato Queen's Counsel, un illustre titolo conferito a un giurista tramite lettera patente del sovrano britannico. Sette anni dopo, nel 1899, divenne un membro dell'Onorevole Società dell'Inner Temple, una delle quattro Inn of court di Londra. Il caso giuridico più noto che coinvolse Henry Dickens fu la sua difesa della ragazza ventiquattrenne Kitty Byron, la quale era stata accusata nel 1902 di aver ucciso il suo amante Arthur Reginald Baker. Ella fu infatti giudicata colpevole e condannata alla pena di morte, tuttavia, facendo ricorso, Dickens riuscì a commutare, coinvolgendo in massa l'opinione pubblica, la sua sentenza in ergastolo.
Successivamente, fu nominato magistrato per le città di Deal e di Maidstone, entrambe nel Kent. Nel novembre del 1917, divenne un giudice presso l'Old Bailey, uno die più antichi e importanti tribunali d'Inghilterra. Operò in questo luogo per ben 15 anni, prima di decidere di concludere il proprio percorso professionale andando in pensione il 18 ottobre 1932.

## Vita privata
Henry Fielding Dickens fu uno dei pochi figli del famoso romanziere che mantenne durante gli anni un buon rapporto con il padre. Infatti, dopo la morte di quest'ultimo, Henry si dedicò alla sponsorizzazione e all'organizzazione di conferenze che trattavano le opere e la vita di Charles Dickens. Nel 1914, ad esempio, tramite un evento patrocinato dalla croce rossa inglese, poté recitare in diversi teatri di Londra alcuni  estratti delle opere paterne, fra cui David Copperfield, Canto di Natale, Le campane e Il grillo del focolare, mentre nel 1902 divenne presidente a vita della Dickens Fellowship.
Henry Dickens sposò il 25 ottobre 1876 a Portman Square Marie Roche (1852–1940), donna appartenente a una famiglia di musicisti ceca di origine ebraica. La coppia ebbe quattro figli e tre figlie: Enid Henrietta Dickens (1877–1950), Cyril Dickens Bouchier Hawksley (1909–1976), Henry Charles Dickens (1878–1966), il padre di Monica Dickens, anch'ella scrittrice, Gerald Charles Dickens (1879–1962), Philip Charles Dickens (1887–1964), Cedric Charles Dickens (1889–1916), il quale morì durante la battaglia della Somme e David Charles Dickens (1925–2005).
Henry Fielding Dickens morì tragicamente all'ospedale di San Luca, situato nel quartiere di Chelsea il 21 dicembre del 1933, cinque giorni dopo essere stato investito da una moto mentre attraversava la via pedonale di Chelsea Embankment. Dopo i funerali, che si svolsero in forma privata, fu sepolto nella cappella di famiglia presso il Cimitero di Putney Vale.

## Opere
- Le memorie di mio padre (Memories of My Father, 1928) (Gollancz, 1928)
- I ricordi di Sir Henry Dickens (The Recollections of Sir Henry Dickens, K.C, 1933) (William Heinemann Ltd, 1934)